# Brynte Christoffersson Cronsköld
Brynte Christoffersson Cronsköld (före adlandet von Ens), född 25 juli 1647 i Mariestad, död 18 augusti 1688 i Stockholm, var ett svenskt kammarråd och ledamot av ståndsriksdagen. Han var herre till Nyborg, Östervik, Nääs och Finstaholm.
Brynte Christoffersson var son till rådmannen i Mariestads stad Kristoffer Zenert. Fadern som var tysk invandrare dog då han endast var ett halvt år gammal. Brynte Christoffersson uppfostrades i hemmet och vid skolan i Mariestad fram till 1659 och därefter vid tyska räkningeskolan i Göteborg 1650-1663. På modern inrådan begav han sig därefter till Stockholm för att söka lyckan. Där erhöll han anställning hos tackelskrivaren vid amiralitetet Jöns Nilsson och därefter hos amiralitetskassören Elias Månsson 1664. Efter dennes död 1667 erbjöds han tjänsten som dennes efterträdare men avböjde och tog i stället tjänst som bokhållare vid amiralitetet. 1669 anställdes han som bokhållare åt Johan Gabriel Stenbock genom vilken en karriärbana inom ämbetsverken öppnades. Han blev 1672 på Stenbocks och Claes Rålambs rekommendation kommissarie, senare samma år extraordinarie assessor och 1674 ordinarie assessor i kammarrevisionen. Hösten 1674 adlades Brynte Cronsköld. 
1676 blev Cronsköld förvaltare vid stora sjötullarna och Sverige och Finland, kort därefter även i Livland och Pommern. 1678 blev han ledamot av kommissionen för tull- och packhusväsendet i Göteborg. Cronskölds tid som generaltullförvaltare innebar en skärpt tullkontroll och allmän uppryckning av tullväsendet. 1679 tillerkändes han genom ett kungligt brev 1/4 av allt beslagtaget tullgods. En mycket impopulär reform som genomfördes av Cronsköld var upphävandet av hel- och halvfriheten, nämligen en lindring i tullen för värvbara handelsfartyg som i krig kunde rekvireras för flottans behov. Cronsköld meddelade kammarkollegium att hans motivering var att dessa handelsfartyg inte alls uppfyllde kraven på ett krigsfartyg och därför inte borde åtnjuta dessa friheter. Vissa menade att Cronsköld skulle ha mottagit mutor från holländarna för att genomföra tulländringen. Särskilt bland Stockholms handlare var han illa sedd, 1677 anklagades han av ett femtiotal Stockholmsborgare för att ha förolämpat borgarståndet genom att kallat dem för hundsvottar. Cronsköld som hade kungens stöd undgick annan påföljd än att befria sig med sexmannaed som han gick samma år.
Cronsköld deltog som riksdagsman för sin ätt vid riksdagarna 1678, 1680, 1682-83 och 1686 och var därunder bland annat ledamot av sekreta utskottet 1680, 1682-83 och 1686, av bankutskottet 1678, 1680 och 1682-83 samt i utskottet över kommerssakerna 1686. 1680 erhöll han säte och stämma i kammarkollegium i konfiskationsmål och tullärenden och placerades bland de deputerade över kommerssakerna 1681, var ledamot av kommissionen till Danmark angående Öresundstullen 1680, var ledamot av kammarkommissionen 1680, av reduktionskommissionen 1680 och av reduktionskommissionen i Västmanland 1683.
Cronsköld kom att spela en viktig roll i samband med Karl XI:s reduktion. Han var troligen en av kungens nära förtrogne i utarbetandet av planerna på reduktionen och vid riksdagen 1680 var han en av dess främste förkämpar, nära lierad med Hans Wachtmeister och insattes vid riksdagen i sekreta utskottet. Under riksdagen ådrog han sig stort missnöjde och sedan han hotat vissa adelsmän att inte kritisera kungen och att det kunde leda till att de föll i onåd. Amiral G. Horn skall ha blivit särskilt upprörd och hotat med att kasta ut Cronsköld genom fönstret. Även vid de följande riksdagarna uppträdde Cronsköld till stöd för reduktionen, men som mindre drivande.
Genom sitt giftermål med Anna Katarina Fleming af Liebelitz blev Cronsköld besläktad med många av de främsta släkterna bland reduktionsbefrämjarna som Gyllenstierna, Fleming och Hastfer. Han utvecklande även en nära vänskap med Jakob Gyllenborg som Cronsköld i sitt testamente omtalar med orden att han "detta huset ifrån långliga tider en förtrolig vänskap plägat". Cronskölds karriär kröntes med hans utnämning till kammarråd 1685. 1685 var han ledamot av kommissionen för likviderande av ständernas kommissions domar angående kollegierna och 1686 av kommissionen angående handelns, sjöfartens och manufakturernas förkovran.
Han avled av en hastig sjukdom mitt i sin karriär. I sin samtid hade Cronsköld namn om sig som omutlig. Detta ifrågasattes dock både av samtiden och av senare forskare. Vid sin död efterlämnade han över 200 000 riksdaler i tillgångar.